# 利蘭 (內華達州)
利蘭（英語：Leeland）是位於美國內華達州奈縣的鬼鎮。

## 歷史
利蘭的郵局於1911年設立，其後於1914年停運。

## 地理
利蘭所處的海拔為高於海平面729米（即2392英呎），而該地所採用的時區為UTC-8，即太平洋时区（PST）。同時該地設有夏令時間，為UTC-8調快一小時，即UTC-7（PDT）。